# The Absence
The Absence é uma banda de death metal melódico de Tampa, Flórida, Estados Unidos, formada em 2001.

## História
The Absence é uma banda de death metal melódico de Tampa, Flórida, Estados Unidos da América, formada em 2001 pelo vocalista Jamie Stewart e o guitarrista Patrick Pintavalle. A primeira formação da banda incluía Justin Grant na bateria, com Christopher Tolan na segunda guitarra. A primeira apresentação ao vivo da banda ocorreu em 2002 como banda de abertura para Mastodon. Em Fevereiro de 2004 a banda entrou no Morrisound Studios para gravação de seu primeiro EP. From Your Grave é o  álbum de estréia da banda, foi gravado no Manna Studios em 10 de Abril de 2005 com Erik Rutan do Hate Eternal como produtor. O álbum foi lançado em 19 de Setembro de 2005 pela Metal Blade Records.
Em Outubro a banda participou de uma turnê apelidada de "Metal Blade Records Young Guns Tour" com as bandas The Classic Struggle e Losa. A banda também foi incluída na turnê norte-americana "Metal Cruzaders", para apresentações em Maio e Junho de 2006 ao lado de bandas como Kataklysm, Graveworm, Nuclear Assault, Speed Kill Hate, e Vader. O grupo foi então convidado para tocar com veteranos do death metal Sueco Dismember, Grave, e Entombed numa turnê pela Costa Oeste dos E.U.A. em Dezembro de 2006. No entanto, a banda se retirou "para resolver vários problemas com nosso agente".
No início de 2007, The Absence definiu Riders of the Plague como o título de seu álbum de estúdio. O álbum foi gravado novamente no Mana Studios, na Flórida com o produtor Sueco Jonas Kjellgren, com participações dos guitarristas James Murphy, de Death, Cancer e Testament, Jonas Kjellgren e Per Nilsson, de Scar Symmetry, Santiago Dobles, de Aghora, bem como participação no vocal por Jonas Granvik, de Without Grief e Edge of Sanity. Riders of the Plague, foi lançado em 7 Agosto de 2007, incluindo uma versão cover da canção "Into the Pit" do Testament.
A banda foi incluída para apresentações em Setembro e Outubro de 2007 na turnê do 25º aniversário da Metal Blade (US Metal Blade 25th Anniversary Tour), com Cannibal Corpse, The Black Dahlia Murder, The Red Chord, e Goatwhore. O baterista Jeramie Kling deixou The Absence após a realização destes espectáculos, devido a "diferenças pessoais".

## Membros

### Formação atual
- Patrick Pintavalle – guitarra (2001–atualmente)
- Jamie Stewart – vocal (2001–atualmente)
- Peter Joseph – guitarra (2003–atualmente)
- Mike Leon – baixo (2007–atualmente)
- Justin Reynolds – bateria (2008–atualmente)

### Ex-membros
- Justin Grant – bateria (2001–2003)
- Christopher Tolan – guitarra (2001–2003)
- Chris Pistillo – baixo (2001–2003)
- Nick Calaci – baixo (2003–2006)
- Jeramie Kling – bateria (2003–2007)

## Discografia

### Álbuns de estúdio
- From Your Grave (2005)
- Riders of the Plague (2007)
- Enemy Unbound (2009)

### EP
- The Absence (2004)